# Chang'e 5
Chang'e 5 (Chino: 嫦娥五号; pinyin: Cháng'é wǔhào) es una misión china de exploración lunar robótica que consta de un aterrizador y un vehículo de retorno de muestras. Su lanzamiento se realizó el 23 de noviembre de 2020 por un Larga Marcha 5, y entró en órbita lunar el 28 de noviembre y alunizó el 1 de diciembre del mismo año. Chang'e 5 fue la primera misión china de retorno de muestras, retornando con al menos 2 kilogramos de muestras de suelo y rocas lunares a la Tierra el 16 de diciembre de 2020. Como sus naves predecesoras, ésta nave espacial lleva el nombre de la diosa china de la luna, Chang'e.
Es la primera misión de retorno de muestras lunares desde Luna 24 en 1976, convirtiendo a China en el tercer país en retornar muestras de la Luna, tras los Estados Unidos y la Unión Soviética.

## Visión general
El Programa de Exploración Lunar chino está diseñado para ser ejecutado en tres fases de adelanto tecnológico incremental. La primera fase consistía simplemente en lograr alcanzar la órbita lunar, una tarea completada por Chang'e 1 en 2007 y Chang'e 2 en 2010. La segunda fase consiste en aterrizar en la Luna y explorarla, tareas completadas por Chang'e 3 en 2013 y Chang'e 4 en 2019. La tercera fase consiste en recoger muestras lunares de la cara visible y retornarlas a la Tierra, tareas para Chang'e 5 y Chang'e 6. El programa pretende facilitar el aterrizaje lunar tripulado en la década de 2030 y la posible construcción de una base en el polo sur de la Luna.

## Perfil de la misión

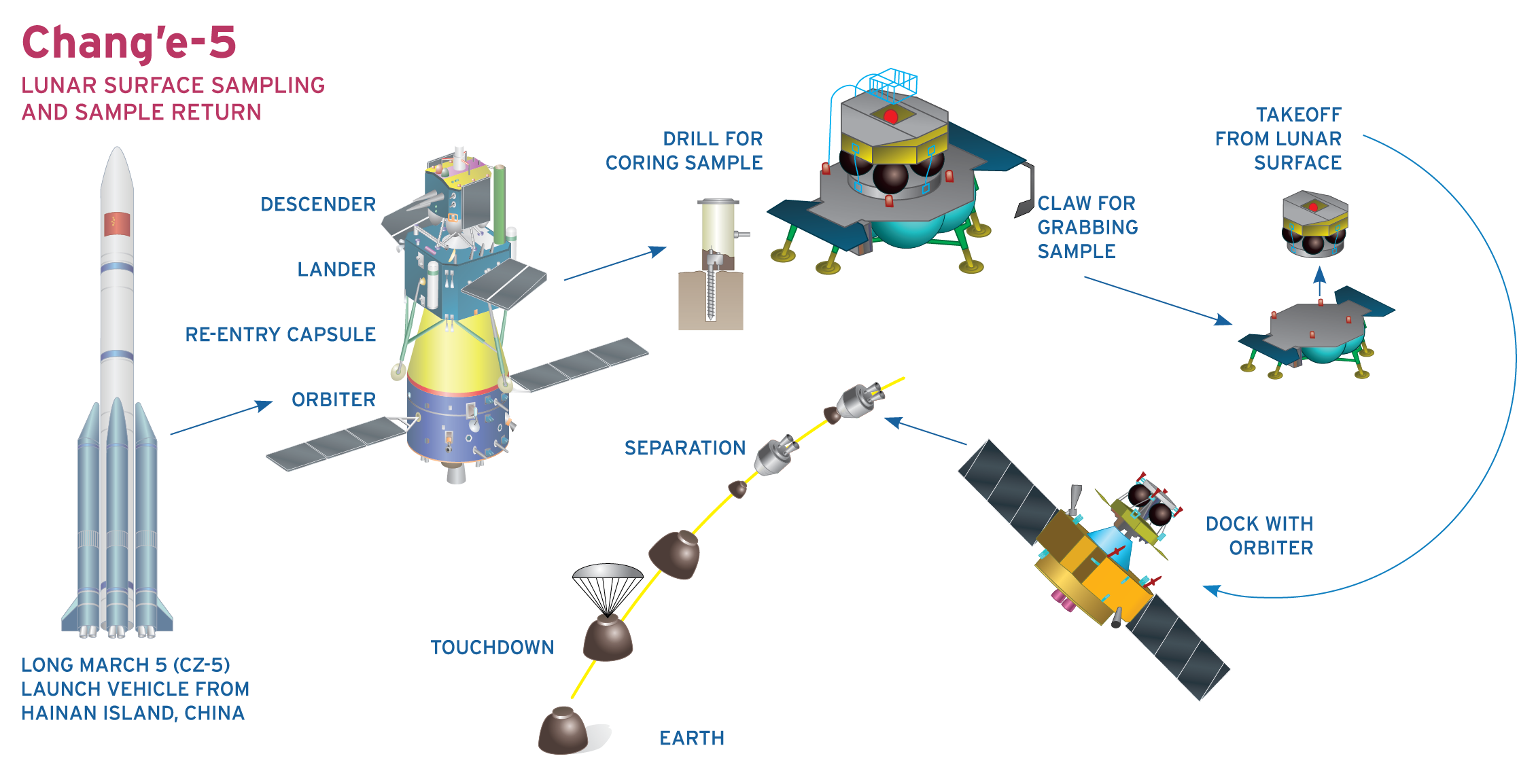
Perfil de la misión Chang'e-5 que traerá muestras de la Luna.

Anteriormente estaba planeado que la misión fuese lanzada mediante un cohete Larga Marcha 5 desde el Centro de Lanzamiento de Satélites de Wenchang en la Isla Hainan, pero un fallo de este lanzador en 2017 creó incertidumbre sobre su capacidad para transportar a Chang'e 5. Actualmente sigue planeado que la nave sea lanzada mediante un cohete Larga Marcha 5, y la zona de aterrizaje prevista es Mons Rümker en Oceanus Procellarum, situada en la región noroeste de la cara visible de la Luna.  La ubicación es un gran montículo volcánico elevado de 70 km de diámetro con una fuerte firma espectroscópica de material basáltico de mar lunar.
La misión constaría de cuatro módulos o elementos: el aterrizador que recogería aproximadamente 2 kg de muestras a 2 metros bajo la superficie y las colocaría en un vehículo de ascenso que será insertado en órbita lunar. El vehículo de ascenso realizaría un encuentro y acoplamiento automático con un orbitador que transferiría las muestras a una cápsula para su regreso a la Tierra.
La masa estimada en el lanzamiento es de 3.780 kg, el aterrizador serían 1.200 kg y el vehículo de ascenso unos 120 kg.

### Chang'e 5-T1
Chang'e 5-T1 fue una misión lunar robótica experimental lanzada el 23 de octubre de 2014 para realizar pruebas de reentrada atmosférica del diseño de la cápsula previsto para ser utilizado en la misón Chang'e 5. Su módulo de servicio, llamado DFH-3A, permaneció en órbita alrededor de la Tierra antes de ser reubicado en órbita lunar el 13 de enero de 2015 a través del punto L2 Tierra-Luna. En la órbita lunar  utiliza sus restantes 800 kg de combustible para probar maniobras claves para misiones lunares futuras.

## Cargas útiles del aterrizador
El aterrizador llevará cámaras de aterrizaje, una cámara panorámica, un espectrómetro para determinar la composición mineral, un instrumento para analizar los gases del suelo lunar, un detector térmico de muestreo seccional, y un georradar. Para adquirir muestras, estará equipado con un brazo robótico, un martillo rotativo-percutor, una pala para muestreo, y tubos de separación para aislar muestras individuales.